# Temporada de furacões no Atlântico de 1869
A temporada de furacões no Atlântico de 1869 foi a primeira temporada no banco de dados de furacões do Atlântico em que houve pelo menos dez ciclones tropicais. Inicialmente, havia apenas três tempestades conhecidas no ano, mas pesquisas adicionais descobriram as tempestades adicionais. O meteorologista Christopher Landsea estima que até seis tempestades podem permanecer ausentes do banco de dados oficial para cada estação nesta época, devido ao pequeno tamanho do ciclone tropical, relatórios esparsos de navios e costas relativamente despovoadas. Todas as atividades ocorreram em um período de três meses entre meados de agosto e início de outubro.
Das dez tempestades tropicais, sete atingiram intensidade de furacão, das quais quatro atingiram os Estados Unidos. O furacão mais forte foi de categoria 3 na escala de furacões Saffir-Simpson dos dias modernos, que atingiu a Nova Inglaterra com essa intensidade, uma das quatro tempestades a fazê-lo. Deixou grandes danos, matando pelo menos doze pessoas. O furacão mais notável da temporada foi o Saxby Gale, previsto com quase um ano de antecedência. O furacão foi um dos seis a produzir ventos com força de furacão no Maine, onde deixou grandes danos e inundações. O Saxby Gale deixou 37 mortes ao longo de seu caminho, com sua maior destruição ao longo da Baía de Fundy ; lá, o furacão produziu uma maré alta de 21,6 m perto da cabeça da baía.

## Sistemas

### Furacão Um
O primeiro ciclone tropical da temporada foi observado em 12 de agosto, cerca de 800 km ao sudeste de [[Cabo Race], Terra Nova e Labrador. Toda a sua pista era desconhecida, e sua existência só foi confirmada por 24 horas, com base em três relatórios de navios. A segunda, uma barca, o Prinze Frederik Carl, sofreu danos em todas as suas velas. A Divisão de Pesquisa de Furacões (HRD) avaliou que a tempestade se moveu para nordeste em sua duração limitada e, com base nos relatórios do navio, ventos de pico estimados de 169 km/h (105 mph); isso o tornaria um furacão categoria 2 na escala de furacão Saffir-Simpson moderna.

### Furacão Dois
O furacão da Costa inferior do Texas de 1869
até 16 de agosto, um forte furacão foi localizado no noroeste do Golfo do México, ao sul da Luisiana. Com ventos estimados de 169 km/h (105 mph), ele seguiu para o oeste e atingiu o Texas na Ilha Matagorda antes de passar perto de Refugio. O furacão enfraqueceu rapidamente sobre a terra e se dissipou no final de 17 de agosto. Os danos do furacão foram mais pesados em Refugio e Indianola. Nesta última cidade, fortes ondas danificaram cais e barcos enquanto a tempestade inundou as ruas com cerca 0.30 m (1 ft) de água. Ventos intensos derrubaram várias casas e uma igreja, e muitos prédios perderam seus telhados. Em Sabine Pass, os ventos arruinaram uma variedade de frutas.

### Furacão Três
O terceiro furacão da temporada só foi conhecido por ter afetado um navio. Um navio da Royal Mail Steam Packet Company relatou um furacão em 27 de agosto, a meio caminho entre as Bermudas e os Açores. Estima-se que a tempestade estava se movendo para o norte-noroeste com ventos de 130 km/h (80 mph), embora todo o seu percurso seja desconhecido.

### Tempestade tropical Quatro
Uma tempestade tropical foi observada pela primeira vez em 1 de setembro a leste das Bahamas. Lá, deixou grandes danos a um brigue que navegava de Nassau para a cidade de Nova Iorque. A tempestade seguiu geralmente para nordeste, danificando outro navio em 2 de setembro perto das Bermudas.

### Furacão Cinco
Em 4 de setembro, um furacão foi localizado no norte do Golfo do México, movendo-se para norte-noroeste. No dia seguinte, desembarcou no sudeste da Luisiana com ventos estimados em 130 km/h (80 mph), passando a oeste de New Orleans. Ele se dissipou no início de 6 de setembro. O furacão deixou cair fortes chuvas ao longo de seu caminho que causaram inundações. Além disso, ventos fortes arrancaram árvores e danificaram cercas. As marés altas inundaram Grand Isle com 0.61 m (2 ft) de água.

### Furacão Seis
O Vendaval da Nova Inglaterra de 1869
Em 7 de setembro, três navios observaram ventos com força de furacão sobre o oeste do Oceano Atlântico, entre as Bahamas e as Bermudas. A tempestade moveu-se para o norte, impactando vários outros navios enquanto seguia paralelamente à costa leste dos Estados Unidos; um deles relatou uma pressão de 956 mbar (28,24 inHg), que indicava que o sistema era um furacão intenso. No final de 8 de setembro, atingiu um pico de intensidade de 185 km/h (115 mph) com uma pressão de 950 mbar (28.05 inHg). Depois de passar por Long Island, o furacão enfraqueceu ligeiramente e atingiu o sudoeste de Rhode Island com intensidade máxima. Foi um dos três furacões, junto com o furacão da Nova Inglaterra de 1938 e o furacão Carol em 1954, a atingir a Nova Inglaterra como um grande furacão, ou categoria 3 ou superior na escala Saffir-Simpson.
Ao atingir a costa, o furacão era compacto, estimado em cerca de 97 km (60 mi) de largura. No entanto, menos de 16 km a oeste do centro, não houve ventos fortes. O furacão produziu uma maré de tempestade de 2.4 m (8 ft), que foi diminuída devido ao seu movimento em terra na maré baixa. Em Providence, Rhode Island, ondas altas danificaram os cais costeiros e causaram inundações. O furacão enfraqueceu rapidamente sobre a terra, passando a oeste de Boston no início de 9 de setembro como um furacão mínimo. Lá, os ventos derrubaram muitas árvores e deixaram danos graves. Todas as linhas telegráficas entre Nova York e Boston foram cortadas, embora a tempestade tenha produzido chuvas fortes e benéficas. Pouco tempo depois, ele se dissipou sobre o Maine. Houve uma morte confirmada em Massachusetts. Offshore Maine, uma escuna virou, matando todos, exceto um dos doze tripulantes. A tempestade também causou danos de pelo menos $ 50.000 (1.869 USD) apenas no Maine.

### Furacão Sete
Um navio a meio caminho entre a América do Sul e Cabo Verde relatou um furacão em 11 de setembro. A tempestade seguiu geralmente para oeste-noroeste, afetando vários outros navios com ventos prejudiciais. Em 15 de setembro, um navio que viajava de St. Thomas para a Inglaterra encontrou o furacão e observou uma pressão barométrica mínima de 979 mbar (28,90 inHg);  isso sugere ventos de pico de 169 km/h (105 mph). No dia 16 de setembro, o furacão havia enfraquecido ligeiramente à medida que sua trajetória virava para o norte e nordeste. Foi observado pela última vez em 18 de setembro a oeste dos Açores como uma tempestade tropical.

### Tempestade tropical Oito
A única base para identificar o oitavo ciclone tropical da temporada foi um relatório da casca Crescent Wave. Em 14 de setembro, o navio encontrou ventos fortes e chuvas fortes a meio caminho entre as Pequenas Antilhas e Cabo Verde. Na época, a tempestade era de pelo menos 970 km (600 mi) a leste do furacão anterior.

### Tempestade tropical Nove
Em 1 de outubro, o brigue Jenny observou "um vendaval revoltante com duração de 3 dias" na costa sul de Porto Rico, o que indicava uma tempestade tropical na região. Apesar de estar localizada perto de várias ilhas do Caribe, nenhuma estação terrestre sofreu os efeitos da tempestade.

### Furacão Dez
Vendaval de Saxby
O último furacão da temporada foi observado pela primeira vez em 4 de outubro por um navio na costa sudeste da Carolina do Norte. Com ventos estimados em 169 km/h (105 mph), a tempestade seguiu para o nordeste, passando a leste de Martha's Vineyard antes de passar por Cabo Cod no final de 4 de outubro. À medida que se movia ao longo da costa, a tempestade produziu fortes precipitações, atingindo 311 mm em Canton, Connecticut. Os ventos mais fortes não afetaram Massachusetts, embora algumas horas depois o furacão tenha atingido o leste de Portland, Maine, com intensidade máxima. Isso a tornou uma das seis tempestades a produzir ventos com força de furacão no Maine, junto com o furacão Carol em 1953, o furacão Edna em 1954, o furacão Donna em 1960, o furacão Gerda em 1969 e o furacão Gloria em 1985. No Maine, as fortes chuvas causaram inundações generalizadas, enquanto os ventos fortes destruíram pelo menos 90 casas. O furacão enfraqueceu rapidamente sobre a terra e, depois de virar para o nordeste no Atlântico, o Canadá se dissipou em 5 de outubro perto do Golfo de São Lourenço.
O furacão foi referido como Saxby's Gale depois que o tenente SM Saxby da Marinha Real previu em novembro de 1868 que uma tempestade extraordinariamente violenta produziria marés muito altas em 5 de outubro ele não especificou o local, no entanto. Embora grandes danos tenham ocorrido na Nova Inglaterra, a devastação foi maior no Canadá Atlântico ao longo da Baía de Fundy. O furacão produziu uma maré de tempestade de cerca de 2.1 m (7 ft), que, em combinação com os ventos, a baixa pressão e estando em uma região de ocorrência natural de marés altas, produziu uma maré de tempestade de 21,6 m perto da cabeceira da baía. As marés altas ultrapassaram os diques em New Brunswick e causaram inundações generalizadas, matando muitos bovinos e ovinos e destruindo estradas. Na Bacia de Cumberland, as enchentes levaram dois barcos cerca de 5 km interior. Em Moncton, os níveis de água subiram cerca de 2 m superior ao nível mais alto anterior. foram 37 mortes entre Maine, Nova Brunswick e Nova Iorque.